# Granbergsträsket, Västerbotten
Granbergsträsket är en sjö i Skellefteå kommun i Västerbotten och ingår i Skellefteälvens huvudavrinningsområde. Sjön har en area på 1,22 kvadratkilometer och ligger 290 meter över havet. Sjön avvattnas av vattendraget Granbergsbäcken.

## Delavrinningsområde
Granbergsträsket ingår i det delavrinningsområde (722716-169121) som SMHI kallar för Utloppet av Granbergsträsket. Medelhöjden är 312 meter över havet och ytan är 8,78 kvadratkilometer. Det finns inga avrinningsområden uppströms utan avrinningsområdet är högsta punkten. Granbergsbäcken som avvattnar avrinningsområdet har biflödesordning 3, vilket innebär att vattnet flödar genom totalt 3 vattendrag innan det når havet efter 108 kilometer. Avrinningsområdet består mestadels av skog (64 procent) och öppen mark (10 procent). Avrinningsområdet har 1,22 kvadratkilometer vattenytor vilket ger det en sjöprocent på 13,9 procent.